# اوجی‌ال‌ای-تی‌آر-۱۱۱
اوجی‌ال‌ای-تی‌آر-۱۱۱ یک ستاره است که در صورت فلکی شاه‌تخته قرار دارد.